# Petra Doležalová
Petra Doležalová (* 19. května 1987 Děčín) je česká herečka, redaktorka, moderátorka, dramaturgyně a tisková mluvčí.

## Život
Po základní škole studovala rok na střední pedagogické škole v Liberci, pak přešla na Pražskou konzervatoř, kde vystudovala herectví (maturovala v roce 2007, studium zakončila v roce 2009, titul DiS.). 8. června 2009, při příležitosti zakončení studia na konzervatoři (tzv. Konzervování), získala Petra Doležalová spolu se spolužákem Janem Hofmanem od Nadace Život umělce Cenu Zuzany Navarové.
V letech 2009–2012 studovala žurnalistiku na Fakultě sociálních věd Univerzity Karlovy. Mezi lety 2012 a 2016 studovala sociální a marketingovou komunikaci na UJAK (titul Mgr. v květnu 2016).
Mezi 27. června 2018 až 3. březnem 2019 byla mluvčí druhé vlády Andreje Babiše.

## Role

### Filmy
- Můj vysvlečenej deník, 2012 – Hilda

### Televizní filmy
- O království z nudlí a štěstí bez konce, 2009 – kuchařka

### Seriály
- 3 plus 1 s Miroslavem Donutilem
- Ordinace v růžové zahradě
- Pojišťovna štěstí 2
- Dobrá čtvrť 2
- Služby v našich službách

### Divadlo

#### Divadlo Konzervatoře
- Tři v tom, 2007–2009 – Lucinda
- Yvonna, princezna Burgundská, 2008–2009 – Yvonna
- Eurydika, 2008–2009 – Eurydika
- Liliomfi, 2008–2009 – sousedka
- Olga Šubrtová: Muž sedmi sester, 2008–2010 – Tereza

#### Strašnické divadlo
- Mauglí (Knihy džunglí), 2005–2006
- Večerní střiky, 2006–2008
- Kosmická snídaně aneb Nebřenský, 2006–2010 – Hana, Kateřina
- Tři v tom (obnovená premiéra hry Divadla Konzervatoře 25. října 2009) – Lucinda

#### Divadlo Na Prádle
- Marie Doležalová: Krysy, 2009

#### Metropolitní divadlo Praha
- Sexmise, 2008

#### Divadlo Pavla Trávníčka
- Zasněžená romance – Karin

#### Divadlo Metro
- Život je fajn (Life is Life) – černé divadlo, pantomima, tanec (od 2006)
- Monsieur Amédée, 2006

#### GOJA Music Hall
- muzikál Děti Ráje, 2009 – mladá Eva

#### Divadlo Pluto, Plzeň
- Zieglerka, 2009
- Mejdan 2 aneb Kalba manželů šílených, 2010 – milenka Zuzanka